# Rhynchoryza subulata
Rhynchoryza subulata är en gräsart som först beskrevs av Christian Gottfried Daniel Nees von Esenbeck, och fick sitt nu gällande namn av Henri Ernest Baillon. Rhynchoryza subulata ingår i släktet Rhynchoryza och familjen gräs. Inga underarter finns listade i Catalogue of Life.